# 우파굽타
우파굽타는 기원전 3세기에 활동한 인도의 승려이다. 산스크리트어 문헌인 아소카바다나에 나오는 몇몇 이야기에 따르면, 그는 마우리아 황제 아소카의 정신적 스승이었다. 설일체유부 전통에서 그는 마하카샤파, 아난다, 마디얀티카, 샤나카바신에 이은 5번째 조사이며, 선불교 전통에서는 그를 제4대 조사로 여긴다. 우파굽타의 스승은 아난다의 제자인 샤나바사였다. 상좌부 문헌에 그의 이름이 없기 때문에, 우파굽타는 설일체유부 승려였을 것으로 추정된다. 동남아시아 국가들과 방글라데시에서 우파굽타는 위대한 컬트 인사이다. 우파굽타는 미얀마에서 신 우파굿타로 알려져 있으며, 캄보디아에서는 프레아 우파쿠트로 알려져 있다. 봉안식 축제 동안 아소카에 의해 마라를 길들이기 위해 파견된 로카판나티 우파굽타는 축제에 참석한 모든 사람들이 부처의 모습을 볼 수 있도록 부처의 신체적 형태(루파카야)를 취하라고 요청한다.

## 문학에서
라빈드라나트 타고르는 '카타'에 실린 그의 시 '아비사르'에서 우파굽에 관한 이야기를 다루고 있다. 이야기에 따르면, 스라반의 달에, 우파굽타가 마투라에서 잠이 들었을 때, 그 때, 도시의 디바 또는 궁녀들인 바사바닷타가 우파굽타를 방문하였고, 우파굽타의 잘생긴 외모에 매료된 그녀는 그에게 그녀의 집으로 함께 가자고 초대한다. 그러나 우파굽타는 그녀에게 지금은 그녀와 함께 갈 수 없고, 때가 되면 갈 것이라고 말한다. 7개월의 시간이 흐른 후, 차이트라의 달이 왔을 때, 도시 사람들은 숲 속의 축제에 나갔다. 외로운 도시에서, 우파굽타는 경내를 넘어서서, 그녀의 몸을 덮고 있는 농포가 있는 병으로 심하게 기형이 된 바사바닷타를 발견한다. 도시 사람들은 그녀를 도시의 벽 밖으로 내쫓았다. 우파굽타는 그녀에게 조심스럽게 함께할 때가 왔다고 말하면서, 그 여자를 간호한다. 타고르는 10세기-11세기 카슈미르 시인 크셰멘드라의 작품인 갈바바다나칼팔라타에서 약간의 윤색을 가해 그 이야기를 완성했다.
<빛의 전달>에서, 케이잔은 우파굽타를 많은 사람들을 도운 위대한 스승이라고 묘사한다. "누군가가 깨달음을 얻을 때마다, 우파굽타는 네 손가락 폭의 부적을 동굴에 던지곤 했다. 동굴은 18큐빗 x 12큐빗이었고 부적으로 가득 차 있었다. 그래서 많은 사람들이 깨달음을 얻었다."